# Natalino
Natalino (lit. Natališkės) − wyludniona wieś na Litwie, w rejonie wileńskim, 5 km na zachód od Bujwidzów. Przed II wojną światową w Polsce, w powiecie wileńsko-trockim województwa wileńskiego.